# Elizabeth Hubbard (Juicios de Salem)
Elizabeth Hubbard (ca. 1674/1675-?) fue una de las primeras acusadoras en los Juicios por brujería de Salem, y continuó siéndololo durante el verano y el otoño de 1692.
Hubbard era una sirvienta huérfana de diecisiete años del Dr. William Griggs, quién la trajo de- Boston después de la muerte de su hijo, Isaac Griggs. Ella era pariente de la esposa de William Griggs. Los eruditos relacionan los orígenes de sus aflicciones con su posición en la casa de Griggs. Como sirvienta de Griggs, el doctor originalmente diagnosticó hechizos.
Hubbard experimentó su primer ataque registrado el 1 de febrero de 1692. Debido a su edad, se convirtió en la acusadora más mayor en testificar bajo juramento, moviendo las acusaciones al dominio legal. También fue una de las primeras en acusar a Sarah Osborne y Sarah Good de practicar la brujería. A lo largo de la crisis de brujería en el condado de Essex, presentó cuarenta denuncias legales contra varios torturadores y testificó treinta y dos veces, el último de sus testimonios fue el 7 de enero de 1693.
Para el final de los juicios, Elizabeth Hubbard había testificado en contra de veintinueve personas, de las que diecisiete de ellas fueron arrestadas, trece fueron ahorcadas y dos murieron en prisión. Como fuerza potente en los juicios, Elizabeth fue capaz de convencer tanto a la gente del pueblo como a la corte a creerla. Una forma en que ella y las otras chicas hicieron esto fue a través de sus ataques extremos en la sala del tribunal. Los ataques, afirmarían, fueron provocados por los acusados. Elizabeth era especialmente conocida por sus trances. Pasó todo el juicio de Elizabeth Proctor en un profundo trance y no pudo hablar.
Mary Beth Norton afirma que después de los juicios, Elizabeth Hubbard se mudó a Gloucester, Massachusetts, se casó con John Bennett en 1711, y tuvo cuatro hijos. Su base citada es el registro de una mujer llamada Elizabeth Hibbert y un hombre llamado John Benet publicado en matrimonio el 27 de octubre de 1711 en Gloucester, cuya unión eventualmente produjo cuatro hijos. Si esta Elizabeth Hibbert era la Elizabeth Hubbard de los juicios de Salem, no es claro o es incierto. Varias mujeres tenían el nombre Elizabeth Hubbard o variaciones de este, registrados como existentes en esas zonas para aquel entonces.